# Munna chromatocephala
Munna chromatocephala är en kräftdjursart som beskrevs av Menzies 1952. Munna chromatocephala ingår i släktet Munna och familjen Munnidae. Utöver nominatformen finns också underarten M. c. orientalis.